# 小切列姆尚河
54°20′05″N 50°01′20″E / 54.334744°N 50.022098°E
小切列姆尚河（俄语：Малый Черемшан），是俄羅斯的河流，位於該國西部韃靼斯坦共和國和烏里揚諾夫斯克州，屬於大切列姆尚河的右支流，河道全長213公里，流域面積3,190平方公里。